# Lana Cantrell
Lana Eleanor Cantrell AM (* 7. August 1943 in Sydney, New South Wales) ist eine australisch-US-amerikanische Pop-Sängerin und Anwältin. Sie war 1968 als beste neue Künstlerin bei den Grammy Awards nominiert.

## Biografie
Cantrell kam schon früh mit Musik in Berührung, da ihr Vater Jazzmusiker war. Ihr Gesangsdebüt gab sie im Alter von zehn Jahren. Als Teenager war sie in Australien eine populäre Fernsehpersönlichkeit. So trat sie mehrfach in der langjährigen Musiksendung Bandstand auf. 1961 erschien in Australien Cantrells erste EP Introducing Lana Cantrell, unter anderem mit einer Version von Cole Porters In the Still of the Night. 1962 folgte die Single Moscow Nights.
Mit 19 Jahren reiste Cantrell in die Vereinigten Staaten, um dort im Musikgeschäft Fuß zu fassen. Sie vertrat die USA 1966 beim Sopot International Song Festival und holte den ersten Preis mit dem Lied I'm All Smiles, das noch im selben Jahr auf ihrem Debütalbum And Then There Was Lana veröffentlicht wurde.
Zwischen 1966 und 1969 nahm sie insgesamt sechs Studio-Alben für RCA Victor auf. Nur ein Album, Lana!, erreichte 1968 die Top 200 der US-amerikanischen Album-Charts. Ihr bevorzugter Musikstil waren Pop- und Jazz-Standards, später übernahm sie auch zeitgenössischen Pop in ihr Repertoire. Dazu gehörte Like a Sunday Morning, 1975 auf Platz 63 Cantrells einzige Platzierung in den US-amerikanischen Single-Charts. Mit Catch the Wind (1968), Tomorrow is the First Day of the Rest of My Life (1969) und Remembering (1974, aus dem Film England Made Me mit Peter Finch) gelangen ihr weitere kleinere Hits in den Easy-Listening-Charts von Billboard. Während sie ab 1974 bei Polydor unter Vertrag stand, veröffentlichte ihre alte Plattenfirma, RCA, 1975 die Kompilation The Best of Lana Cantrell.
Cantrell war ein häufiger Gast in Fernsehsendungen wie der Ed Sullivan Show, der Tonight Show mit Johnny Carson und der Mike Douglas Show.
Cantrell entschied sich in den 1980er Jahren mangels größerer Erfolge und der Tatsache, dass die Zahl der Veranstaltungsorte, an denen sie in ihrem bevorzugten Stil singen konnte, sank, aus dem Musikgeschäft auszusteigen. Sie entschied sich alternativ für eine juristische Laufbahn, nachdem ein ehemaliger Manager im Laufe der Jahre einen Großteil ihres Einkommens ausgegeben hatte und sie andere Künstler vor ähnlichen Erfahrungen schützen wollte.
Sie lebt und arbeitet als Anwältin für Entertainment und Sport in New York. Ihre Alben für RCA Victor, die einige Jahrzehnte nicht mehr erhältlich waren, wurden ab 2017 bei Spotify wiederveröffentlicht.
2003 wurde sie zum Member des Order of Australia ernannt.

## Diskografie
- And Then There Was Lana, RCA Victor LSP-3755, 1966
- Another Shade of Lana, RCA Victor LSP-3862, 1967
- Act III, RCA Victor LSP-3947, 1968
- Lana!, RCA Victor LSP-4026, 1968
- The Now of Then, RCA Victor LSP-4121, 1969
- The 6th of Lana, RCA Victor LSP-4263, 1969
- The Best of Lana Cantrell, RCA ANL1-1049, 1975